# Rinorea greveana
Rinorea greveana är en violväxtart som beskrevs av Henri Ernest Baillon. Rinorea greveana ingår i släktet Rinorea och familjen violväxter. Inga underarter finns listade i Catalogue of Life.